# Crabbe Mill, Virginia
Crabbe Mill là một cộng đồng chưa hợp nhất tại Hạt Northumberland, thuộc tiểu bang Virginia của Hoa Kỳ.